# Дартфорд
Дартфорд (енгл. Dartford) је град у Уједињеном Краљевству у Енглеској. Према процени из 2007. у граду је живело 56.485 становника.

## Становништво
Према процени, у граду је 2008. живело 56.485 становника.
| 1981.  | 1991.  | 2001.  |
| ------ | ------ | ------ |
| 62.032 | 59.411 | 56.818 |

## Партнерски градови
- Талин
- Gravelines
- Ханау